# Lars Kindström
Lars Kindström, född 1731, död 17 juni 1777 i Linköping, var en svensk linvävare och fabrikör i Linköping.

## Biografi
Kindström flyttade 1763 till Sankt Lars kvarter 24 i Linköping. Han avled 17 juni 1777 i Linköping av slag.

### Familj
Kindström gifte sig före 1763 med Brita Danielsdotter (1726-1788). De fick tillsammans barnen Christina Elisabet (född 1765) och Christina Catharina (född 1767).

## Linväveri
Kindström fick hallrättens tillstånd att inrätta ett linväveri september 1760 i Linköping. Fabriken tillverkade dräller och lärfter av insatt garn.

### Produktion
| År   | Summa                |
| 1763 | 94 daler kopparmynt  |
| 1765 | -                    |
| 1774 | 169 daler kopparmynt |
| 1775 | 194 daler kopparmynt |